# Société française pour le commerce avec l'Outre-mer
La Société française pour le commerce avec l'Outre-mer (SFCO), anciennement Maison Gradis, est une entreprise française spécialisée dans le commerce avec la France d'outre-mer, aujourd'hui spécialisée dans la gestion de fonds.
Fondée en 1685 et encore en activité, sa longévité lui permet de faire partie de l'Association des Hénokiens. Avec 10 expéditions négrières, et même si la traite d'esclaves représente une toute petite part de ses activités, la compagnie se classe entre 1771 et 1792 au septième rang des 191 armateurs négriers de la ville de Bordeaux.

## Historique

### Maison Gradis
Au XVIe siècle, la famille Gradis s’établit  à Toulouse. Puis, le fondateur de la famille, Diego Gradis, s'installe à Bordeaux où il fonde une maison de commerce de toiles vers 1685, qu'il transmet en 1695 à son troisième fils, David qui rendit célèbre le nom des Gradis.
David Gradis (vers 1665-1751) fonde en 1696 une maison de commerce de vins et spiritueux et abandonne en 1711 le commerce de toiles pour s'installer à la Martinique où il fonde à Saint-Pierre une affaire de commerce avec une succursale à Saint-Domingue. De retour à Bordeaux, il développe en 1728, avec son fils Abraham, son activité d'armateur sous le nom de Compagnie David Gradis et fils, nom qu’elle conservera jusqu’au XXe siècle. 
Le fils de David, Abraham Gradis (vers 1699-1780), développa la firme fondée par son père : elle acquit une importance considérable dans les années 1740, lors de la guerre de Succession d'Autriche, obtenant du surintendant du commerce l'exclusivité du commerce avec la Nouvelle-France. En 1756, il est chargé d'acheminer dépêches et ordres secret vers la Nouvelle-France. En 1763, le ministre de la Marine Choiseul lui confia le commerce des possessions françaises d’Afrique occidentale, où il avait acheté l'île de Gorée, puis de Cayenne et des Antilles. David Gradis commerça aussi avec la Hollande et l’Angleterre.
Entre 1771 et 1792, la Maison Gradis participe à 10 expéditions de traite négrière depuis Bordeaux, correspondant à 5 % de ses activités commerciales,.
En 1779, Abraham Gradis bénéficia de lettres patentes le naturalisant français et d'autres l’ayant précédemment autorisé à posséder des plantations avec esclaves dans les colonies (Martinique et Saint-Domingue) grâce également à l'appui du ministre Maurepas pour services rendus à la Couronne. Abraham étant mort sans enfants, il distribua son patrimoine, et c’est son neveu David Gradis (1742-1811) qui lui succéda à la tête de la maison de commerce et d’armement. Après les turbulences de 1789, la révolution haïtienne de 1791 et le blocus continental, la famille Gradis parvient à reprendre le transport et le négoce du sucre de la Martinique en expédient désormais ses sucres vers Londres, sans plus transiter par Bordeaux, jusqu'à ce que la paix d'Amiens, mettant provisoirement fin à l'occupation anglaise, lui permette d'envoyer la production à son frère dans leur ville natale. En 1794, Moïse Gradis émigre à Philadelphie pour essayer de protéger les intérêts de la maison à Saint-Domingue et à la Martinique, puis part s'installer en Martinique en 1801 pour reprendre possession des plantations de la famille qui avaient été confisquées à la suite de la Révolution de Saint-Domingue.
À la mort de David Gradis II, son neveu Benjamin III Gradis (1789-1858) prend la direction de la maison de commerce. 
En 1848, possédant des centaines d’esclaves, la famille Gradis perçoit des centaines de milliers de francs-or à titre de dédommagement, après la seconde abolition de l'esclavage.
En 1889, Henri Gradis (1823-1905) fonde l'usine centrale de Basse-Pointe (dite usine Gradis) en Martinique, qui traitait les cannes à sucre des habitations voisines et devient le poumon économique de la ville. Elle est gérée par la Société anonyme des sucreries de l'usine de Basse-Pointe, ayant son siège à Saint-Pierre, et constituée entre la famille Gradis, les propriétaires des habitations voisines, le consul britannique (en) William Lawless et la famille créole Ariès.
En 1914, les régions productrices de sucre de betterave étant occupées par les Allemands, le gouvernement français charge les établissements Gradis d'assurer le ravitaillement sucrier de la France.
En 4 mars 1921, les établissements Gradis et fils prennent le nom de Société française pour le commerce avec les colonies et l'étranger (SFCCE).  Georges Schwob d’Héricourt est élu président et le peintre Raoul Gradis (1861-1943) vice-président (que les lois de Vichy obligent à démissionner), tandis que le fils de Raoul, le polytechnicien Gaston, est nommé administrateur.

### Société française pour le commerce avec l'Outre-mer
En 1957, la SFCCE devient la Société française pour le commerce avec l'Outre-mer (SFCO). C'est une société anonyme au capital de 2 380 000 euros en 2018, dont le siège est à Paris et qui est membre des « Hénokiens ».
Avec la décolonisation, les activités de la société au Maroc et en Afrique s’étiolent et, en 1975, elle se reconvertit dans le commerce des vins de Bordeaux sous la présidence d’Henri II Gradis.
En 2005, la SFCO se spécialise dans la gestion de fonds, l'étude et à la réalisation d'investissements financiers.

### Liste des dirigeants
- 1685-1695 : Diego I Gradis
- 1695-1751 : David I Gradis (1665-1751)
- 1751-1780 : Abraham Gradis (1699-1780)
- 1780-1788 : Moïse I Gradis (1714-1788)
- 1788-1811 : David II Gradis (1742-1811)
- 1811-1858 : Benjamin III Gradis (1789-1856)
- 1858-1905 : Henri I Gradis (1823-1905)
- 1905-1921 : Raoul Gradis (1861-1943)
- 1921-1940 : Georges Schwob d'Héricourt (1864-1942)
- 1940-1956 : général Jean Ménard
- 1956-1972 : Jean Schwob d'Héricourt (1900-1984)
- 1972-2014 : Henri II Gradis (1920-)
- 2014 : Diego II Gradis (1955-)[16]

### Sources
- Les archives de la Maison Gradis sont conservées aux Archives nationales[17] sous la cote 181AQ 1-69, 73-156 et sont contenues dans 68 registres et 83 cartons sur 11,60 mètres linéaires pour la période allant de 1551 à 1980. Elles relèvent d'un premier arrêté du 16 août 1941 du ministère de l’Instruction publique et des Beaux-Arts puis de la donation notariée à l'État d’Henri II Gradis du 7 juillet 2005 (entrée n° 5066 du 13 juillet 2005)et ont été transférées de Bordeaux à Paris[15].